# Heurisztikai érvelés
A heurisztikai érvelés olyan általános következtetési mechanizmus, amely akkor lép működésbe, amikor az átadott információ kifejezetten érvelésnek tűnik (premisszákból és konklúziókból áll), hiszen erősen tagolt, jól átlátható és könnyen értelmezhető. 
"Általában úgy véljük, hogy ami világos, az érthető, ami érthető, az értelmes, és ami értelmes, az igaz." *
Ez a fajta mechanizmus azonban nem minden esetben megalapozott, hiszen nem feltétlenül garantált a kapcsolat az értelmes kijelentés és az igaz kijelentés között. (pl: egy egyszerű és világos gyermekmese nem feltétlenül nyugszik igaz alapokon)
Az érvelési heurisztika a mögöttes pszichológiai mechanizmusa azoknak az eseteknek, amikor visszaélés történik performatív kifejezésekkel (pl.: „cáfolom, hogy”, „levonom a konklúziót, hogy”). Ennek a mechanizmusnak az alaposságát szükséges és érdemes vizsgálnunk a beszédaktusok sikerességét illetően.